# Cédrik Cabestany
Pour les articles homonymes, voir Cabestany (homonymie).
Cédrik Cabestany est un joueur français de tennis de table né le 18 février 1979 à Perpignan. Il évolue durant la saison 2007-2008 au club d'Angers Vaillante TT.

## Biographie
Bien que doté d'un palmarès national significatif, ce joueur n'a jamais réellement percé au niveau international, où il se classe au-delà de la 100e place mondiale depuis de nombreuses années.
Il remporte une médaille de bronze avec l’Equipe de France lors des championnats d’Europe en 2002.
Également 2 titres de Champion d’Europe des Clubs en 2004 avec Levallois et 2008 avec Angers.
Il s'est lancé dans le handisport quand sa maladie neurologique a été diagnostiquée, et participe ainsi aux Jeux paralympiques de Londres en 2012 où il termine 4e du tableau individuel, et aux Jeux paralympiques de Rio en 2016 où il terminera également 4e dans le tournoi par équipe.
Après une belle carrière en tant que joueur, il intègre l’INSEP en tant que coach. Il est capitaine de l’équipe de France B en sénior et s’occupe notamment des jeunes joueurs de l’institut (moins de 23 ans), parmi eux Jules Rolland, Bastien Rembert, Léo de Nodrest ou Vincent Picard. 

## Palmarès
- 2012
  - Quatrième aux Jeux paralympiques[3]
- 2011
  - médaille de bronze au championnat d'Europe par équipe à Split catégorie 9 avec une victoire sur le n 1 mondial
- 2009 et 2010
  - vainqueur de la coupe des Deux-sèvres par équipe
- 2008
  - Champion d'Europe par équipe avec Angers
  - Vice-champion de France par équipe en Pro A avec Angers
- 2007
  - Participation à la Ligue des Champions par équipe avec Angers
- 2006
  - Vice-champion de France par équipe en Pro A avec Angers
- 2005
  - Vice-champion de France par équipe en Pro A avec Levallois SC TT
  - Demi-finaliste de la coupe d'Europe des clubs Nancy Evans avec Levallois SCTT
- 2004
  - Vice-champion de France Double (Éric Varin) - Laval
  - Vainqueur de la coupe d'Europe des clubs Nancy Evans avec Levallois SCTT
  - Vice-champion de France par équipe en Pro A avec Levallois SCTT
  - Vainqueur du Top 12 National Senior
- 2003
  - Defaite au 3e tour des Championnats du Monde individuel au Palais omnisports de Paris-Bercy
  - Vice-champion de France Double (Éric Varin) - Mulhouse
  - Vice-champion de France par équipe en Pro A avec Levallois SCTT
  - Remporte le Tournoi de sélection pour le Mondial 2003 à Bercy – Levallois
- 2002
  - Médaille de Bronze Double Mixte (Anne-Sophie Gourin) - Championnats de France – Rennes
  - Médaille de Bronze avec l'équipe de France (Eloi,Legout, Chila) - Championnats d'Europe - Zagreb
- 1999
  - 8e au TOP 12 National – St-Quentin (02)
  - Médaille d'Argent Simple Messieurs – Internationaux de Bulgarie
- 1997
  - Médaille de Bronze Double Mixte (Anne-Sophie Gourin) - Championnats de France – Marseille
- 1996
  - Médaille d'Argent Simple Juniors. Championnats de France Jeunes
  - Médaille d'Argent Double Juniors (Sébastien Cailleau) - Championnats de France Jeunes
  - Vainqueur du Top Terminal Juniors
  - Médaille de Bronze Simple - Tournoi International Juniors du Danemark
  - Médaille de Bronze Double Juniors Garçons (Y.Marais) - Championnats d'Europe Jeunes
  - Médaille de Bronze Double Juniors Mixtes (A.S. Gourin) - Championnats d'Europe Jeunes
- 1993
  - Médaille d'Or Simple Cadets. Championnats de France Jeunes